# Rybník Vražda
Rybník Vražda je přírodní památka jihozápadně od obce Jinolice v okrese Jičín. Oblast spravuje AOPK ČR Správa CHKO Český ráj. Důvodem ochrany jsou vlhké louky u stejnojmenného rybníka a výskyt chráněných druhů rostlin a živočichů. Rybník je součástí přírodní památky.
Název rybníka je upomínkou na událost z Prusko-rakouské války roku 1866, kdy sem pruští vojáci zahnali skupinu rakouských vojáků, kteří zde utonuli.